# Митурич, Пётр Васильевич
Пётр Васильевич Митурич (2 (14) октября 1887 года, Санкт-Петербург — 27 октября 1956, Москва) — русский и советский художник, теоретик искусства, изобретатель.

## Биография
Родился в Санкт-Петербурге 2 (14) октября 1887 года (по другим сведениям — 12 (24) ноября 1887), в семье потомственного военного и литератора.
С 1900 по 1905 год учился в Псковском кадетском корпусе, откуда был исключён за хранение нелегальной литературы. Учился с 1906 по 1909 год в Киевском художественном училище у И. Ф. Селезнёва, соученика и друга М. А. Врубеля. С 1909 по 1915 год учился у Н. С. Самокиша в петербургской Академии художеств.
Участвовал в Первой мировой и Гражданской войнах.
В 1910-е—1920-е годы был близок с В. Е. Татлиным, Л. А. Бруни, Н. И. Нисс-Гольдман, Н. Н. Пуниным, футуристами. Из этого периода известны его портреты поэтов О. Мандельштама и Вяч. Иванова, музыканта А. Лурье, посмертный портрет Врубеля и др. В начале 1920-х сблизился с поэтом В. Хлебниковым, который ушёл из жизни в семье художника в деревне Санталово (Новгородская губерния). Санталовский цикл произведений Митурича 1922—1923 годов (портреты поэта, пейзажи, графические образы, навеянные поэтическим творчеством Хлебникова) представляют собой золотой фонд отечественной графики.
С 1923 по 1930 год преподавал во ВХУТЕМАСе (Высших художественно-технических мастерских), где сложился круг его учеников-единомышленников (П. Захаров, Е. Тейс и др.). Помимо художественного наследия, оставил значительное количество теоретических работ и дневники (изданы лишь частично).
Изучал движение рыб и судов. Автор многих изобретений, в частности авторское свидетельство № 33418: «Движитель в форме рыбьего корпуса для судов, глиссеров, самолётов и дирижаблей, отличающийся тем, что он представляет собой приводимые во вращение изогнутые стержни, расположенные внутри эластичного корпуса, в целях сообщения этому корпусу при помощи шатунов, связанных со стержнями, волнообразного движения».
Известны его работы: портрет композитора А. С. Лурье, поэта О. Э. Мандельштама, «Зимой. Семья за столом», пейзажи Хвалынска (1926—1929), пейзажи Астрахани (1926), пейзажи Судака (1937 и 1939).
Умер в Москве 27 октября 1956 года. Похоронен на Новодевичьем кладбище.

## Работы находятся в коллекциях
- Государственная Третьяковская галерея, Москва.
- Государственный Русский музей, Санкт-Петербург.
- Всероссийский музей А. С. Пушкина, Санкт-Петербург.
- Киевский музей русского искусства, Киев.
- Рыбинский музей-заповедник, Рыбинск.
- Stedelijk Museum, фонд Харджиева-Чаги, Амстердам.
- Дом-музей Велимира Хлебникова (филиал Астраханской картинной галереи им. П. М. Догадина), Астрахань

## Семья
- Хлебников, Владимир Алексеевич — тесть, учёный-орнитолог, лесовед, основатель первого в России государственного заповедника в дельте Волги
- Митурич, Наталья Константиновна (урождённая Звенигородская) — первая жена, филолог, педагог
- Хлебникова, Вера Владимировна — вторая жена, художник
- Митурич, Василий Петрович — сын, художник, педагог
- Митурич-Хлебников, Май Петрович — сын, художник
- Хлебников, Велимир — шурин, поэт
- Хлебникова, Вера Маевна — внучка, художник
- Митурич, Сергей Васильевич — внук, художник, издатель
- Митурич, Людмила Моисеевна — жена внукa, художница
- Сумнина, Мария Андреевна — правнучка, художник
- Митурич, Савва Сергеевич — правнук, дизайнер, издатель